# Ginglith
El Ginglith es un río ficticio creado por el escritor británico Tolkien para ambientar parte de las historias de su legendarium. Su descripción minuciosamente anatómica aparece en El Silmarillion. Es perteneciente a Beleriand Occidental, al oeste de Ivrin, en especial, al reino de Nargothrond.

## Etimología y significado del nombre
Ginglith podría significar ‘espuma de arena’ en sindarin, la lengua de los sindar.

## Ubicación y singularidades del Ginglith
Geográficamente, el Ginglith está al norte de Nenning y al sur del Teiglin. Se mantiene por 100 millas (50 millas de Númenor) alineado con el poderoso Narog hasta que los dos se unen en el reino de Nargothrond. Nace en lo profundo de los bosques de Núath y llega con fuerza a lugares poco predecibles. Está estrechamente emparentado con Ered Wethrin. Antes de ese nexo, está el espacio en el que se combatió la batalla de Tumhalad en los valles del mismo nombre.
Además, el Ginglith es imposible de cruzar y se debía viajar hasta sus comienzos (sur) para pasar al otro lado. Se cuenta de que se erigió un puente sobre él, que realmente no duró lo suficiente.